# Everyday (chanson de Bon Jovi)
Pour les articles homonymes, voir Everyday.
Singles de Bon Jovi
One Wild Night
(2001) Misunderstood
(2002)
Clip vidéo
[vidéo] « Everyday », sur YouTube
Everyday est une chanson du groupe de rock américain Bon Jovi extraite de leur huitième album studio, Bounce, paru le 8 octobre 2002.
Avant la sortie de l'album, la chanson a été publiée en single. C'était le premier single tiré de cet album.
Au Royaume-Uni, le single a débuté à la 5e position du classement national et la 1re du classement rock  (dans la semaine du 22 au 28 septembre),.
Aux États-Unis, la chanson a atteint seulement la 118e place (la 18e place du Bubbling Under Hot 100 de Billboard).
La chanson a été nommée pour le Grammy de la meilleure prestation vocale pop d'un duo ou groupe. (Voir : 45e cérémonie des Grammy Awards.)